# 国際化学オリンピック

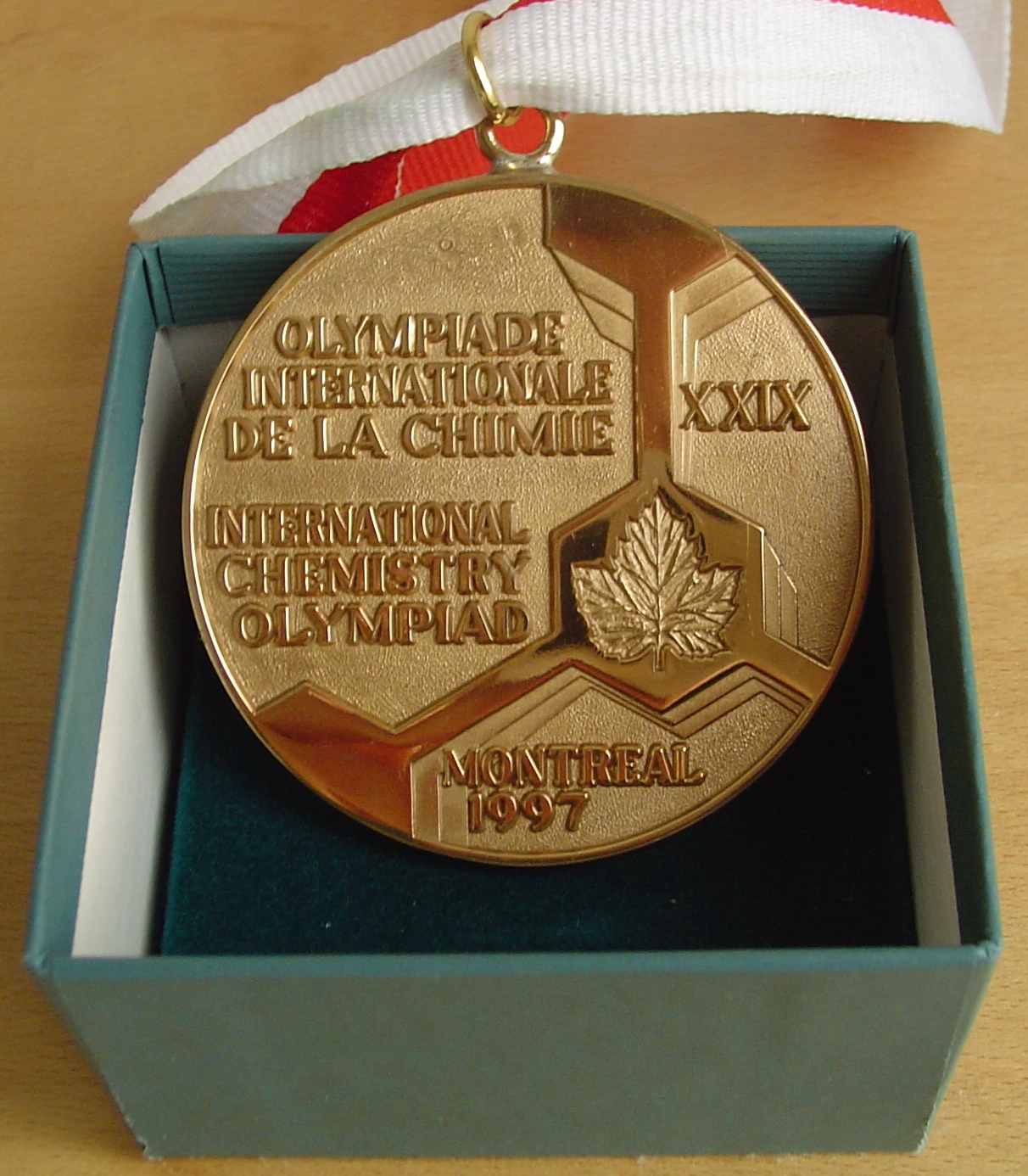
1997年カナダ大会の金メダル

国際化学オリンピック（こくさいかがくオリンピック、英: International Chemistry Olympiad, IChO）は、毎年7月に約10日間開かれる、高校生を対象とした化学の知識や問題を解く能力を競う国際大会である。化学の知識を問うだけではなく、約10日の間に、エクスカーションや他国との交流も行われ、国際交流の場ともなっている。

## 歴史
国際化学オリンピックを開催する案を初めて出したのは、チェコスロバキアであった。目的として、国家間の交流や情報交換を挙げ、社会主義の国々（ルーマニアを除く）を招待したが（このため、現在でも一次選考への応募者数は、旧社会主義国家の国が非常に多いものとなっている）、1968年の5月にプラハの春が起きた。そのため、チェコスロバキアとソビエト連邦の関係が緊張し、最終的にポーランドとハンガリーの2国のみが国際会議に参加した。そして1968年の6月18日から6月21日に第1回大会がチェコスロバキアで行われた。この際参加した選手の数は6人で、理論問題は4問であった。
そして、翌年の1969年に第2回大会がポーランドで行われ、新たにブルガリアが参加した。この年の各国の選手数は5人であり、新たに実験試験が追加された。また、より多くの社会主義国家を招待し、出場できる生徒数を4人に制限することに決まった。
第3回大会はハンガリーで行われ、新たに東ドイツ、ルーマニア、ソビエト連邦が参加した。また、第4回大会では初めて準備問題が用意された。第6回大会ではルーマニアがスウェーデンとユーゴスラビアを招待し、西ドイツとオーストリアがオブザーバーを派遣した。西ドイツはNATO諸国としては初めてのオブザーバー参加であった。
こうして第1回から第11回大会までは東側諸国で開かれていた国際化学オリンピックだったが、モスクワオリンピックで西側がボイコットした年の1980年第12回大会では初めて、西側諸国であるオーストリアで開かれた。ただ、この年、ソビエト連邦は参加を見送っていて、参加国数は13カ国となっている。
しかし、ロサンゼルスオリンピックを東側がボイコットした1984年には、第16回西ドイツ大会にアメリカ合衆国が参加し、その大会には21カ国もの国が参加した。そして、鉄のカーテンが取り払わられ、ソビエト連邦が崩壊したことに加え、アジアやラテンアメリカでの関心が高まったため、1998年の第30回大会には47の国と地域が参加した。以来、例年約60か国から200人を超える高校生が参加していて、2010年の第42回日本大会では過去最高の68の国と地域が参加した。
日本は1988年、1989年とオブザーバーを派遣したが、国内で、代表生徒の選抜やトレーニングの実施、財政的支援体制が整っていなかったため、参加は見送られた。その後、化学グランプリが始まった。そして、2回にわたるオブザーバー派遣が考慮され、2002年のオブザーバー派遣を経て、2003年のギリシア（アテネ）大会から本参加を果たした。2010年の日本大会では金メダル2人、銀メダル2人という過去最高の記録を出している。

## 大会組織とルール
運営は、その年の主催国が議長を務める国際審議会や、運営委員会によって行われる。また、IChO国際情報センターは第一回大会が行われた、スロバキアのブラティスラバにおかれている。
大会に初参加する場合には、本参加の前の2年間に、連続したオブザーバー参加が義務づけられている。
代表は1か国あたり、最大4人の選手と2人のオブザーバーが参加できる。各国ではそれぞれ選抜試験が行われ、選抜試験で優秀な成績を取ったものには優遇が与えられる場合もある。しかし、経済的な問題もあり1人のみを派遣することしかできない国もあるため、2008年大会から、そのような国に対し、毎年1万ドルずつ援助することになった。
開催には多額の費用がかかり、招致運動が活発ではなかったため、1999年大会から参加費を徴収するシステムに変わった。また、参加費は年を追って100ドルずつ上昇し、その国で開催されると参加費は0ドルにリセットされるシステムとなっている（例として2011年のトルコ大会の各国の参加費リストでは、2010年に開催した日本はリセットされ100ドルに、2011年開催のトルコは0ドルになっている）。

## 試験
理論の部と実験の部がある。理論の部は5時間で5〜8問の大問を解く試験であり、実験の部は5時間で2〜3問の問題を解く試験である。
問題は事前に公開される運営委員会の定めたシラバス（理論・実験）の範囲から出題される。このシラバスは開催国の運営委員会が「国際レベルの高校化学教育」の内容とみなしたものである。試験問題は、試験前日に各国のメンターに配布され、翻訳作業が行われる。そのため、メンターと生徒は隔離され、連絡の取れないよう、生徒は携帯電話やパーソナルコンピュータを持ち込んではならないことになっている。例として、2008年のハンガリー大会では、39の言語に翻訳されたが、ある国が生徒向けの印刷物に不正な書き込みをして、出場禁止1年間のペナルティとなった。
シラバスはレベル1、2、3に分かれており、レベル3の内容を出題する場合は、開催年の1月末に開催国により公開される準備問題（筆記問題25題以上、実験問題5題以上）に含まれている必要がある。
日本の高校レベルの知識では全く太刀打ちできないが、過度な試験対策を防ぐため各国で選出された50人以下に対しては2週間以上の公式トレーニングを行ってはいけないとされている。
また、試験問題の中には、その国に関連した、いわゆる「ご当地問題」が出ることが多い。例として、2010年の日本大会では、リチウムイオン電池や、フグのテトロドトキシンについての問題が出題され、2005年の台湾大会ではアジア最大の金鉱山があることから、金の抽出に関する問題が、また2004年のドイツ大会では開催地のキールでオットー・ディールス教授と弟子のクルト・アルダーが発見したディールス・アルダー反応に関する問題が出題された。
理論試験60 %、実験試験40 %の割合で計算した点数で順位がつき、上位から約1割に金メダル、次の約2割に銀メダル、その次の約3割に銅メダルが授与される。また、メダルのない者のうち、試験の大問を1つでも満点を取った者には敢闘賞が授与される。

## 開催歴

### 過去の開催
2010年現在、ヨーロッパで33回、アジアで6回、北米で2回、オセアニアで1回開催され、ヨーロッパ開催のうち21回が旧東欧諸国である。
| 開催次 | 年     | 開催国             | 都市                        | 参加国 | 備考                                                        |
| ------ | ------ | ------------------ | --------------------------- | ------ | ----------------------------------------------------------- |
| 1      | 1968年 | チェコスロバキア   | プラハ                      | 3か国  |                                                             |
| 2      | 1969年 | ポーランド         | カトヴィツェ                | 4か国  |                                                             |
| 3      | 1970年 | ハンガリー         | ブダペスト                  | 7か国  |                                                             |
| -      | 1971年 | -                  | -                           | -      | 開催国が決まらず、開催されなかった。                        |
| 4      | 1972年 | ソビエト連邦       | モスクワ                    | 7か国  |                                                             |
| 5      | 1973年 | ブルガリア         | ソフィア                    | 7か国  |                                                             |
| 6      | 1974年 | ルーマニア         | ブカレスト                  | 9か国  | 初めての西側諸国の参加                                      |
| 7      | 1975年 | ハンガリー         | ヴェスプレーム              | 12か国 |                                                             |
| 8      | 1976年 | ドイツ民主共和国   | ハレ                        | 12か国 |                                                             |
| 9      | 1977年 | チェコスロバキア   | ブラティスラバ              | 12か国 |                                                             |
| 10     | 1978年 | ポーランド         | トルン                      | 12か国 |                                                             |
| 11     | 1979年 | ソビエト連邦       | レニングラード              | 11か国 |                                                             |
| 12     | 1980年 | オーストリア       | リンツ                      | 13か国 | 初めての西側諸国での開催                                    |
| 13     | 1981年 | ブルガリア         | ブルガス                    | 14か国 |                                                             |
| 14     | 1982年 | スウェーデン       | ストックホルム              | 17か国 |                                                             |
| 15     | 1983年 | ルーマニア         | ティミショアラ              | 18か国 |                                                             |
| 16     | 1984年 | 西ドイツ           | フランクフルト              | 21か国 |                                                             |
| 17     | 1985年 | チェコスロバキア   | ブラティスラバ              | 22か国 |                                                             |
| 18     | 1986年 | オランダ           | ライデン                    | 23か国 |                                                             |
| 19     | 1987年 | ハンガリー         | ヴェスプレーム              | 26か国 |                                                             |
| 20     | 1988年 | フィンランド       | エスポー                    | 29か国 |                                                             |
| 21     | 1989年 | ドイツ民主共和国   | ハレ                        | 26か国 |                                                             |
| 22     | 1990年 | フランス           | パリ                        | 28か国 |                                                             |
| 23     | 1991年 | ポーランド         | ウッチ                      | 30か国 |                                                             |
| 24     | 1992年 | アメリカ合衆国     | ピッツバーグ ワシントンD.C. | 33か国 |                                                             |
| 25     | 1993年 | イタリア           | ペルージャ                  | 38か国 |                                                             |
| 26     | 1994年 | ノルウェー         | オスロ                      | 39か国 |                                                             |
| 27     | 1995年 | 中国               | 北京                        | 42か国 |                                                             |
| 28     | 1996年 | ロシア連邦         | モスクワ                    | 45か国 |                                                             |
| 29     | 1997年 | カナダ             | モントリオール              | 47か国 |                                                             |
| 30     | 1998年 | オーストラリア     | メルボルン                  | 47か国 | 日本第一次オブザーバー派遣                                  |
| 31     | 1999年 | タイ               | バンコク                    | 52か国 | 日本第二次オブザーバー派遣 第一回全国高校化学グランプリ開催 |
| 32     | 2000年 | デンマーク         | コペンハーゲン              | 53か国 |                                                             |
| 33     | 2001年 | インド             | ムンバイ                    | 54か国 |                                                             |
| 34     | 2002年 | オランダ           | フローニンゲン              | 57か国 | 日本第三次オブザーバー派遣                                  |
| 35     | 2003年 | ギリシア           | アテネ                      | 59か国 | 日本初参加                                                  |
| 36     | 2004年 | ドイツ             | キール                      | 61か国 |                                                             |
| 37     | 2005年 | 台湾               | 台北                        | 59か国 |                                                             |
| 38     | 2006年 | 韓国               | 慶山                        | 67か国 |                                                             |
| 39     | 2007年 | ロシア連邦         | モスクワ                    | 66か国 |                                                             |
| 40     | 2008年 | ハンガリー         | ブダペスト                  | 66か国 |                                                             |
| 41     | 2009年 | イギリス           | ケンブリッジ                | 64か国 |                                                             |
| 42     | 2010年 | 日本               | 東京                        | 68か国 |                                                             |
| 43     | 2011年 | トルコ             | アンカラ                    | 70か国 |                                                             |
| 44     | 2012年 | アメリカ           | ワシントンD.C.              | 72か国 |                                                             |
| 45     | 2013年 | ロシア連邦         | モスクワ                    | 73か国 |                                                             |
| 46     | 2014年 | ベトナム           | ハノイ                      | 75か国 |                                                             |
| 47     | 2015年 | アゼルバイジャン   | バクー                      | 75か国 |                                                             |
| 48     | 2016年 | ジョージア         | トビリシ                    | 67か国 |                                                             |
| 49     | 2017年 | タイ               | ナコーンパトム              | 76か国 |                                                             |
| 50     | 2018年 | チェコ・スロバキア | ブラティスラヴァ・プラハ    | 76か国 |                                                             |
| 51     | 2019年 | フランス           | パリ                        | 80か国 |                                                             |
| 52     | 2020年 | トルコ             | イスタンブール              | 60か国 | オンライン開催                                              |
| 53     | 2021年 | 日本               | 大阪府                      | 79か国 | オンライン開催                                              |
| 54     | 2022年 | 中華人民共和国     | 天津市                      | 84か国 | オンライン開催                                              |
| 55     | 2023年 | スイス             | チューリッヒ                | 90か国 |                                                             |
| 56     | 2024年 | サウジアラビア     | リヤド                      | 84か国 |                                                             |
| 57     | 2025年 | アラブ首長国連邦   | ドバイ                      |        |                                                             |
| 58     | 2026年 | ウズベキスタン     | タシュケント                |        |                                                             |
| 59     | 2027年 | 中華民国           |                             |        |                                                             |

### 2010年の日本大会
国際化学オリンピックは、2010年に初めて、日本で開催された。前年の国際生物学オリンピック大会に続き、2年連続で国際科学オリンピックが同国で開催されるのは初めてのことである。開催期間は2010年7月19日～28日で、過去最高の68の国と地域が参加し、選手は267名、メンター等を併せると約500人が参加した。
準備問題では、火山ガス組成の定量分析やウルシオールの構造研究など、いわゆる「ご当地問題」が出題された。本試験の理論問題では、日本で発達したリチウムイオン電池や、フグのテトロドトキシンについての「ご当地問題」が出題された。
大会テーマは Chemistry:the key to our future で、ロゴマークは、化学のイメージを丸底フラスコで表し、桜の花で日本を象徴した上で、五輪と同じ配色でオリンピックを表し、一筆書きで繋がる造形で平和の大会を表したものとなっている。大会の周知のため、前年から「化学実験カー」や「公式グッズ販売」など多くのプレイベントが行われた。
大会会場は早稲田大学と東京大学で、実験試験と閉会式は早稲田大学西早稲田キャンパスで、筆記試験は東京大学駒場キャンパスで行われた。選手は代々木の国立オリンピック記念青少年総合センターに宿泊し、引率者は選手村と隔離された幕張の海外職業訓練の研修施設に宿泊した。
エクスカーションでは、東京タワー、浅草、鎌倉、日光への訪問や、茶道、折り紙、書道、着付けなどの日本文化の体験などが行われた。以下がスケジュール表である。
日本代表の結果は、金メダル4個というもので、日本としては過去最高の記録をだした。
- ウルシオールの構造
R = (CH2)14CH3
R = (CH2)7CH=CH(CH2)5CH3
R = (CH2)7CH=CHCH2CH=CH(CH2)2CH3
R = (CH2)7CH=CHCH2CH=CHCH=CHCH3
R = (CH2)7CH=CHCH2CH=CHCH2CH=CH2 他
- リチウムイオン電池
- テトロドトキシンの構造

## 各国の参加
国際化学オリンピックの出場資格は、「20歳以下の高校生であること」であり、欧米やアジアの多くの国では国際化学オリンピックの国内大会を開催し、代表候補者を選考している。
各国の一次選考への参加人数は2009年の時点で中国が15万人、ロシアが5万人、インドが2万5千人であり、日本の3千人をはるかに上回っている（ただ、日本国内の様々な科学オリンピックの中では、最も参加人数が多い）。

### 日本

#### 代表選考
2003年-2005年度は、前年度7月（1次試験）、8月（2次試験）に夢・化学-21委員会、日本化学会化学教育協議会が主催する化学グランプリの成績優秀者で、なおかつ高校一年生か二年生の生徒の中から4名が選出されていた。
2006年-2007年度は、前年度の化学グランプリで約8名の代表候補を選び、その翌春に代表選抜合宿を実施して理論試験により代表4名を選ぶようになった。
2008年度は、化学グランプリでの賞の受賞に関係なく、参加した高校一､二年の成績優秀者から約20名の代表候補を選ぶように変更され、その翌春の代表選抜合宿で行われる理論試験により代表4名が選ばれた。
2009年度は、2008年度と同様の選考基準で代表候補が約20名選ばれた。代表候補には参考書等が配布され、さらにその約20人の代表候補から8名に絞るための第一回選抜試験が年明け早々に行われ、春の最終選抜合宿で代表4名が決定するように変更された。
代表決定後には実験問題の訓練合宿が行われる。

#### 金メダリスト

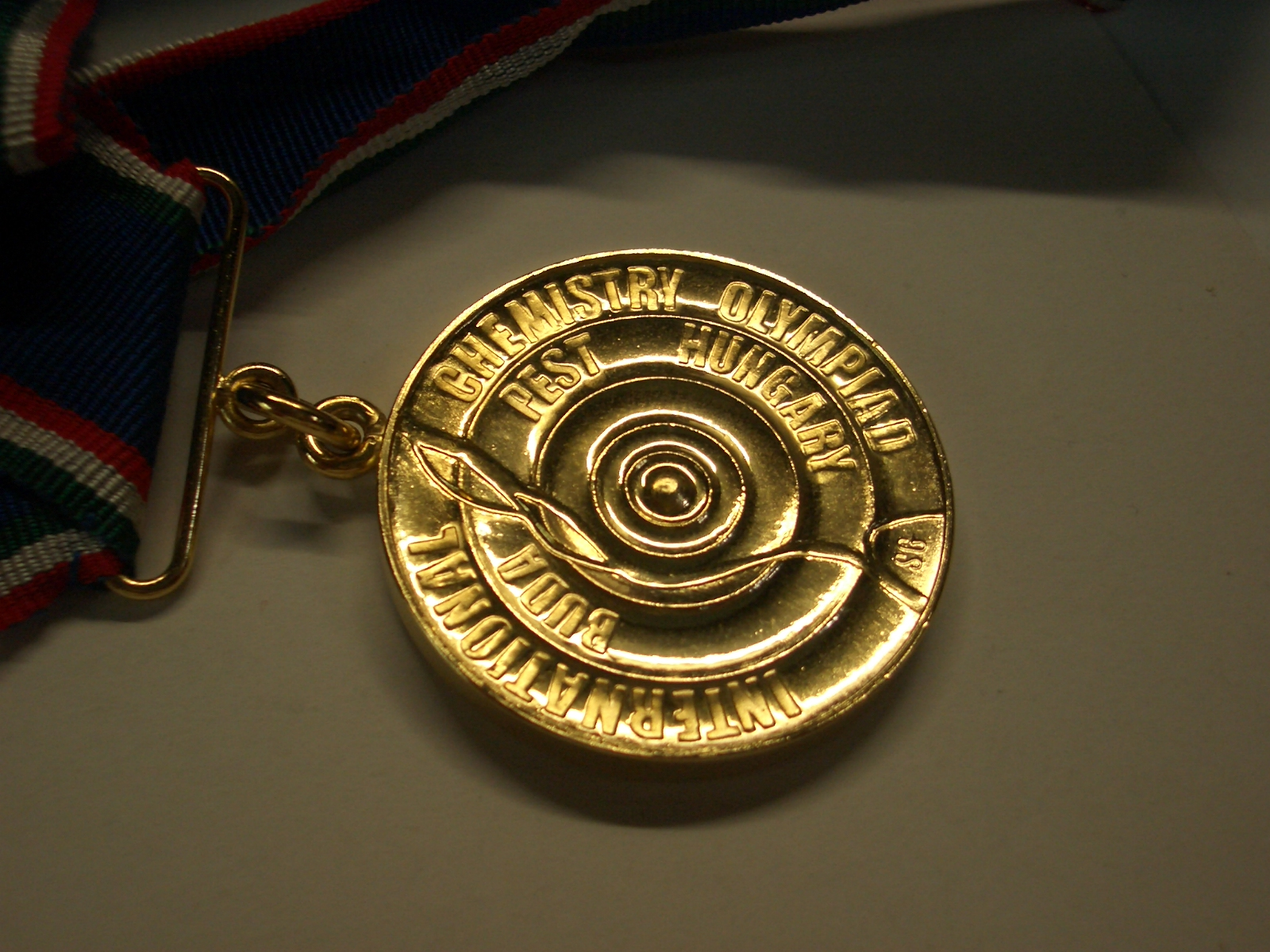
2008年ハンガリー大会の金メダル

2024年現在、日本の金メダリストは22人いる。
- 川崎瑛生（私立武蔵高等学校）2004年
- 今村麻子（神戸女学院高等学部）2006年
- 小澤直也（駒場東邦高等学校）2009年
- 遠藤健一（栄光学園高等学校）2009年
- 遠藤健一（栄光学園高等学校）2010年
- 齊藤颯（灘高等学校）2010年
- 副島智大（立教池袋高等学校）2011年
- 副島智大（立教池袋高等学校）2012年
- 山角拓也（灘高等学校）2012年
- 福永隼也（白陵高等学校）2014年
- 松本陽行（大阪教育大学附属高等学校天王寺校舎）2015年
- 吉村耕平（麻布高等学校）2015年
- 坂部圭哉 (海陽中等教育学校) 2016年
- 坂部圭哉 (海陽中等教育学校) 2017年
- 石井敬直 (筑波大学附属駒場高等学校) 2018年
- 末松万宙（栄光学園高等学校）2019年
- 西野拓巳 (東大寺学園高等学校) 2019年
- 直井勝己 (浅野高等学校) 2022年
- 柏井史哉 (伊勢崎市立四ツ葉学園中等教育学校) 2022年
- 石川貴士 (筑波大学附属駒場高等学校) 2022年
- 中地明  (立命館慶祥高等学校) 2022年
- 山之内望花 (久留米大学附設高等学校) 2023年
- 松坂康平 (東海高等学校) 2023年
- 大沼拓実 (栄光学園高等学校) 2024年
- 斎藤健太 (灘高等学校) 2024年

#### 各年の成績
歴代の日本代表の成績は以下の通り。
- 2003年（ギリシャ）- 銅2敢闘2
- 2004年（ドイツ）- 金1銅3
- 2005年（台湾）- 銀1銅3
- 2006年（韓国）- 金1銀3
- 2007年（ロシア）- 銅4
- 2008年（ハンガリー）- 銅4
- 2009年（イギリス）- 金2銀1銅1
- 2010年（日本）- 金2銀2
- 2011年（トルコ）- 金1銀3
- 2012年（アメリカ）- 金2銀2 第44回国際化学オリンピック代表生徒の成績について
- 2013年（ロシア）- 銀4
- 2014年（ベトナム）- 金1銀2銅1
- 2015年（アゼルバイジャン）- 金2銀2
- 2016年 (ジョージア) - 金1銀3
- 2017年（タイ） - 金1銀3
- 2018年（チェコ・スロバキア） - 金1銀3
- 2019年 (フランス) - 金2銀2
- 2020年 (トルコ) - 銀4
- 2021年 (日本) - 銀3銅1
- 2022年 (中国) - 金4
- 2023年 (スイス) - 金2銀2
- 2024年 (サウジアラビア) - 金2銀2

### アメリカ合衆国
アメリカでは、アメリカ化学会の各支部ごとに4月に一次選考を行い、このうちの上位10 %が5月の二次選考に進む。一次選考の参加者は単に「化学の力試し」程度の感覚で出場している。一次選考が日本の大学入試センター試験より少し簡単くらいなレベルであることに対し、二次選考は日本の大学入試の難問くらいのレベルから、化学グランプリ一次選考程度のレベルである。この試験の上位12名が6月の初めに空軍士官学校で行われる約二週間の合宿に参加したあと、最後の選考試験を経て、代表4人と補欠1人が決められる。

### 中国
中国では、夏休みに開催される市（地区）単位の一次選考に参加し、各市（地区）から30〜60人がブロック（省）単位の二次選考に進む。その後、訓練と試験を経て各省あたり2〜3人が選出される。そして、冬期に三次選考が行われ、10〜14人の代表候補が、さらに3〜4月の訓練合宿を経て、4人の代表が選出される。

### その他の地域における代表選考
カナダや西欧、およびアジアの国々では最初から国際化学オリンピックを目指す参加者の中から、2段階選考で選出している。
ロシアやトルクメニスタンなど、旧ソ連邦であった国は、高校生全員を対象とした全国共通学力試験を実施し、これが一次選考を兼ねている。その後、実験審査を含む2、3段階の選考を経て、十数人の最終候補者を選ぶ。そして、旧ソ連邦の各国が主催するメンデレーエフオリンピック大会に参加し、各国の成績上位の4人が代表に選ばれる。
リトアニア、ラトビア、エストニアのバルト三国もロシア同様の選考方法だが、メンデレーエフオリンピックには参加せず、バルチック化学オリンピック大会を独自に開催し、各国が最終選考として利用している。

## 国際交流
- 大会が始まると、前日の様子や、その日の予定、その日に誕生日を迎えた人の紹介、またその国の文化の紹介などを掲載した "Catalyzer" という広報誌が毎日配布される。
- 大会中には、各国との交流の際に様々なプレゼントを交換する（たとえば、2010年の日本大会ではすしマグネットをプレゼントした）。